# Aritz Grau
Aritz Grau Sueira (Valencia, 8 de diciembre de 1991), conocido como Aritz Arén o Aritz, es un bailarín, coreógrafo y cantante español. Es conocido por su participación en Fama, ¡a bailar! 2019 y en el Benidorm Fest 2023.

## Biografía
Nació en Valencia en 1991. Empezó a formarse como bailarín acrobático a los 8 años, hasta los 12 años de edad. A partir de ahí, dejó aparcado el baile hasta los 20 años. A esa edad se marchó a Shanghái (China), donde ha vivido durante varios años y donde trabajó como bailarín y coreógrafo. Allí fue el coreógrafo de los musicales "Fame" y "World of Dance".
En 2019 participó en Fama, ¡a bailar! 2019, novena edición del formato televisivo Fama, ¡a bailar!, concurso de baile. Durante el concurso formó pareja con Lohitzune Rodríguez, Lohi, y llegaron hasta el final, quedando finalistas.
Durante los años 2020 y 2021 formó parte del elenco de la producción musical El Gran Hotel de las Reinas, un musical derivado de Drag Race España y presentado por Supremme de Luxe y Paca la Piraña, en el que Grau sufrió un pequeño accidente en una de las representaciones. Allí coincidió con el bailarín Pol Soto, conocido por ser parte del cuerpo de baile de Chanel Terrero.
A finales del año 2022 se dieron a conocer los participantes del Benidorm Fest 2023 y entre ellos estaba Aritz Grau con la canción «Flamenco» para representar a España en Eurovisión 2023.
Además del baile y el canto, también es muy activo en la red social TikTok donde acumula más de un millón y medio de seguidores.

## Vida privada
Actualmente reside en Madrid. Mantuvo una relación con el influencer Álvaro López-Sainz.

## Filmografía

### Televisión
- 2022-2023, BenidormFest
- 2019, Fama, ¡a bailar! 2019 (concursante)

### Cine
- 2021, Una Navidad con Samantha Hudson, dir. Alejandro Marín

### Musicales
- 2021-2022, El Gran Hotel de las Reinas (Drag Race España)[14]